# Măgura (okręg Teleorman)
Măgura – wieś w Rumunii, w okręgu Teleorman, w gminie Măgura. W 2011 roku liczyła 1886 mieszkańców.